# Medal Zwycięstwa w II Wojnie Światowej
Medal Zwycięstwa w II Wojnie Światowej (ang. World War II Victory Medal) – amerykański medal wojskowy, ustanowiony 6 lipca 1945 roku przez Kongres Stanów Zjednoczonych i ogłoszony w Biuletynie nr 12 Departamentu Wojny z 1945 roku

## Historia
Medal Zwycięstwa w II Wojnie Światowej był przyznawany wszystkim członkom Sił Zbrojnych Stanów Zjednoczonych (uwzględniając także żołnierzy Armii Filipińskiej, ponieważ Filipiny były wtedy terytorium stowarzyszonym USA) za służbę w czasie II wojny światowej pomiędzy 7 grudnia 1941 roku a 31 grudnia 1946 roku, bez wymogu minimalnego czasu służby. Narodowe Centrum Rejestracji Kadr zgłosiło niektóre przypadki członków personelu wojskowego otrzymujących medal za kilka dni służby. Ponieważ II wojna światowa zakończyła się 2 września 1945 roku, mogły zdarzać się przypadki żołnierzy, którzy wstąpili do szkoły oficerskiej lub byli kadetem albo stażystą w Akademii Wojskowej USA, Akademii Marynarki Wojennej USA lub Akademii Straży Przybrzeżnej USA pomiędzy 3 września 1945 roku a dowolnym dniem w 1946 roku i otrzymali medal, nie będąc w ogóle uczestnikami II wojny światowej. Powodem tego późnego terminu jest to, że prezydent Harry Truman ogłosił oficjalne zakończenie działań wojennych dopiero ostatniego dnia 1946 roku.
Ze względu na bardzo niski próg wymagań – każdy członek Sił Zbrojnych Stanów Zjednoczonych, który służył w jakimkolwiek charakterze od 7 grudnia 1941 roku do 31 grudnia 1946 roku, kwalifikował się do tego medalu – było ponad 12 milionów osób uprawionych do jego otrzymania, co czyni Medal Zwycięstwa w II Wojnie Światowej drugiem najczęściej nadawanym odznaczeniem wojskowym Stanów Zjednoczonych w historii po Medalu Służby Obrony Narodowej.

## Opis
Medal wykonany z brązu ma szerokość 35 mm. Awers przedstawia spersonifikowaną Wolność stojącą na całej wysokości medalu z głową zwróconą w prawo, patrząc na świt nowego dnia. Jej prawa stopa spoczywa na hełmie boga wojny, a w rękach trzyma złamany miecz. Tuż pod środkiem medalu umieszczono napis WORLD WAR II. Na rewersie znajdują się napisy mówiące o Czterech Wolnościach: FREEDOM FROM FEAR AND WANT oraz FREEDOM OF SPEECH AND RELIGION, oddzielone gałązką palmową, wszystkie w kręgu złożonym ze słów UNITED STATES OF AMERICA 1941 1945.
Wstążka medalu ma szerokość 35 mm i składa się z następujących pasków: podwójna tęcza (składająca się z kolorów: niebieskiego, zielonego, żółtego, czerwonego pośrodku, znów żółtego, zielonego i niebieskiego), wewnątrz biały, a pośrodku duży czerwony pas. Tęcza po każdej stronie wstążki jest miniaturą wzoru użytego we wstążce międzynarodowego Medalu Zwycięstwa za I wojnę światową.